# Россо ди Сан-Секондо, Пьер Мария
Пьер Мария Россо ди Сан-Секондо (итал. Pier Maria Rosso di San Secondo; 30 ноября 1887, Кальтаниссетта, Сицилия — 22 ноября 1956, Камайоре, Тоскана) — итальянский писатель
, журналист и драматург.

## Биография
Обучался в Римском университете Много путешествовал. Участвовал в Первой мировой войне.

## Творчество
Примыкал к группе драматургов итальянского «театра гротеска» (Луиджи Кьярелли и др.).
Автор многочисленных книг рассказов, повестей и романов: рассказы L’occhio chiuso (1911), Elegie a maryke (1914), Io communmoro Loletta (1919), Palamede. Remigia ed io (1920), романы La fuga (1917), La mia esistenza d’acquario (1919), Le donne senza amore (1920), Zagrù (1921) и La sinistra avventura (1921).
Дебютировал, как драматург, пьесой «Мать» (La madre, постановка 1908, театр «Верди», Милан). Наибольшей популярностью пользовались его пьесы «Марионетки, сколько страсти!» (Marionette, che passione!, 1918, труппа В. Талли, Милан) и «Спящая красавица» (1919, там же). Автор пьес La sirena ricanta (1908), Per fare l’alba (1919), (1919) и La bella addormentata (1919).
Продолжая традиции т. н. «сумеречных» поэтов, П. Россо ди Сан-Секондо показывал безнадёжность человеческого существования. Использовал элементы символики, обращался к маскам и условным персонажам. Выступал как против натурализма, так и против романтической напыщенности.

## Память
- Его именем была названа улица в Падуе.